# Laurie Stephens
Laurie Stephens (Wenham, 5 marzo 1984) è una sciatrice alpina statunitense affetta da spina bifida, che ha vinto sette medaglie per gli Stati Uniti alle Paralimpiadi e sette ai Mondiali di sci alpino paralimpico. Inoltre, detiene due record statunitensi nel nuoto paralimpico, nei 100 metri dorso e nei 200 metri dorso.

## Biografia
Figlia di John e Donna Stephens, ha un fratello, Scott. Laurie Stephens ha iniziato a sciare all'età di 12 anni a Loon Mountain nel New Hampshire e successivamente a gareggiare in questa disciplina 3 anni dopo, all'età di 15 anni, quando è diventata una componente della squadra di sci per disabili del New England di Chris Devlin-Young.
Al di fuori dello sport ha studiato ricreazione terapeutica all'Università del New Hampshire.

## Carriera
Stephens compete in 5 diversi eventi sciistici: discesa libera, slalom, slalom gigante, super-G e super combinata. Ha gareggiato in 4 giochi paralimpici e 5 campionati del mondo. Il suo debutto come atleta paralimpica è stato nel 2006, continuando poi nei giochi del 2010, 2014 e 2018. Ha vinto un totale di 7 medaglie paralimpiche (2 d'oro, 2 d'argento e 3 di bronzo) e 7 medaglie mondiali (1 d'oro, 3 d'argento, 3 di bronzo). Alcune delle sue migliori prestazioni in gara sono state nel 2006 quando ha vinto le sue due medaglie d'oro nel super-G seduta (con un tempo 1:33.88) e nella discesa libera seduta (tempo 1:46.86). Nelle gare di PyeongChang del 2018 Laurie Stephens ha vinto una medaglia di bronzo per gli Stati Uniti nello sci alpino usando un monosci, il suo tempo è stato di 1:35.8. Nel 2018 si è classificata al 4º posto nella supercombinata seduta, 5° nella superG seduta e slalom seduta e 7° nello slalom sigante seduta. Stephens ha anche gareggiato per gli Stati Uniti nel nuoto paralimpico, detenendo due record nei 100 metri dorso e uno nei 200 metri dorso.
A gennaio 2022, ai Campionati mondiali di sport sulla neve Lillehammer 2021, in Norvegia, ha vinto la medaglia d'oro nello slalom gigante femminile seduta; ai Mondiali di Espot 2023 ha vinto la medaglia d'argento sia nel supergigante sia nella combinata.

## Premi e riconoscimenti
- Stephens è stata nominata Sportiva paralimpica dell'anno nel 2006 da parte del Comitato Olimpico degli Stati Uniti.
- Nel 2006 Stephens è stata nominata per il premio annuale Excellence in Sports Performance come miglior atleta donna con disabilità.

## Palmarès

### Paralimpiadi
- 7 medaglie:
  - 2 ori (discesa libera e supergigante a Torino 2006)
  - 2 argenti (slalom gigante a Torino 2006 e discesa libera a Vancouver 2010)
  - 3 bronzi (discesa libera e supergigante a Soči 2014; discesa libera a Pyeongchang 2018)

### Mondiali
- 9 medaglie:
  - 2 ori (discesa libera a La Molina 2013; slalom gigante a Lillehammer 2021)
  - 4 argenti (discesa libera e supergigante a Sestriere 2011; supergigante, combinata a Espot 2023)
  - 3 bronzi (supercombinata a Sestriere 2011; supergigante a La Molina 2013; supercombinata a Panorama 2015)